# هوپ امرسون
هوپ امرسون (انگلیسی: Hope Emerson؛ ۲۹ اکتبر ۱۸۹۷ – ۲۵ آوریل ۱۹۶۰) هنرپیشه اهل ایالات متحده آمریکا بود. از فیلم‌هایی که وی در آن نقش داشته است، می‌توان به دنده آدام و در زنجیر اشاره کرد.